# Snurrevad

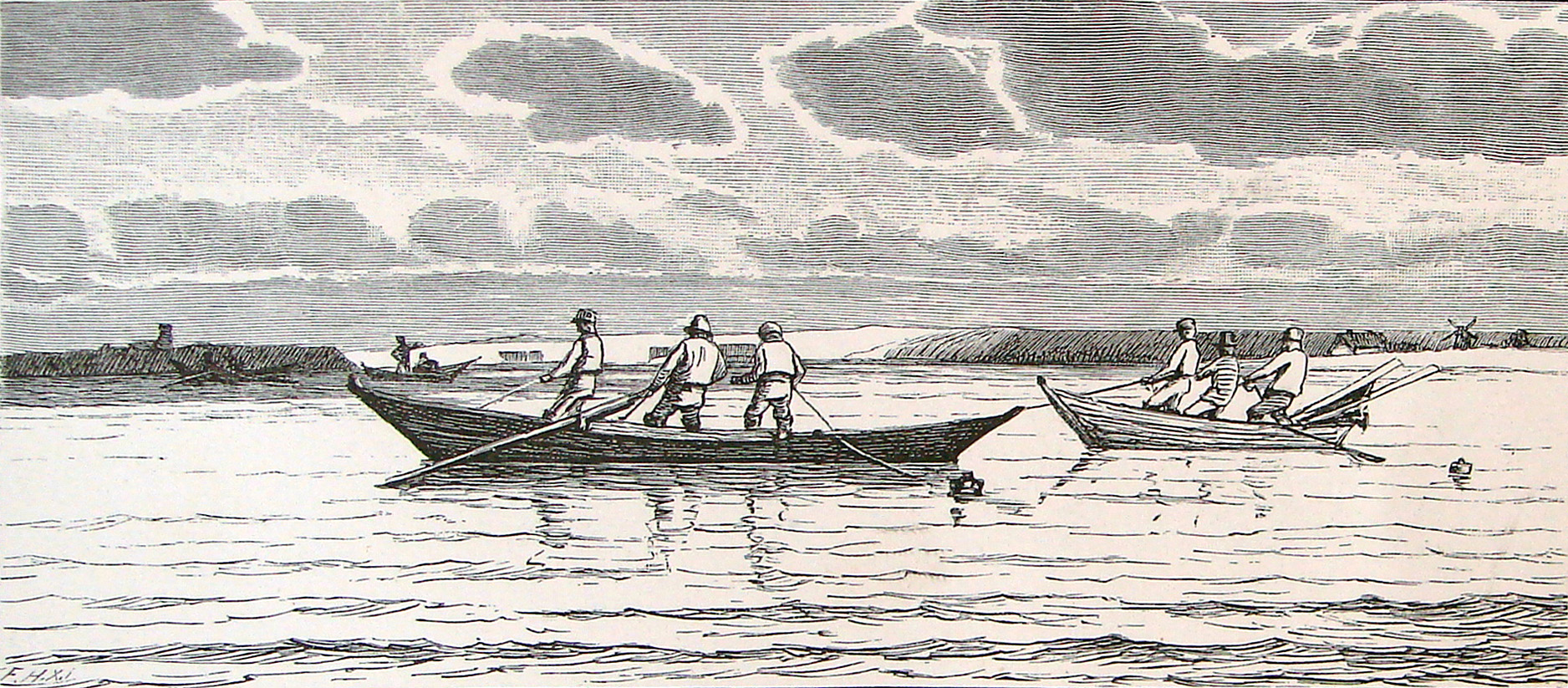
Snurrevadsfiskare i Limfjorden i slutet av 1800-talet, tecknade av Hans Smidth

Snurrevad är ett fiskeredskap som används för att fånga kolja, torsk och plattfisk, speciellt rödtunga.
Snurrevaden liknar en trål men bogseras inte efter fartyget. I stället utgår fartyget från en boj, varifrån det sätts ut 1 500 - 3 000 meter sjunkande, kraftigt rep, snurretåg. Därefter sätts vaden och ytterligare lika mycket rep ut till dess fartyget åter når bojen. Från denna position vinschas rep och snurrevad, som till en början följer havets botten, in till fartyget. 
Snurrevaden är närmast en utveckling av de vadar med kalv som brukats för fångst av plattfisk i Kattegattsområdet. Den anses ha tillkommit som en uppfinning vid mitten av 1800-talet i Limfjorden och infördes till Sverige på Västkusten under mitten av 1870-talet. Under 1900-talet togs snurrevadsfiske upp även i Östersjön, bland annat av Blekinge- och Gotlandsfiskare, men nådde aldrig någon större omfattning..